# Kulata

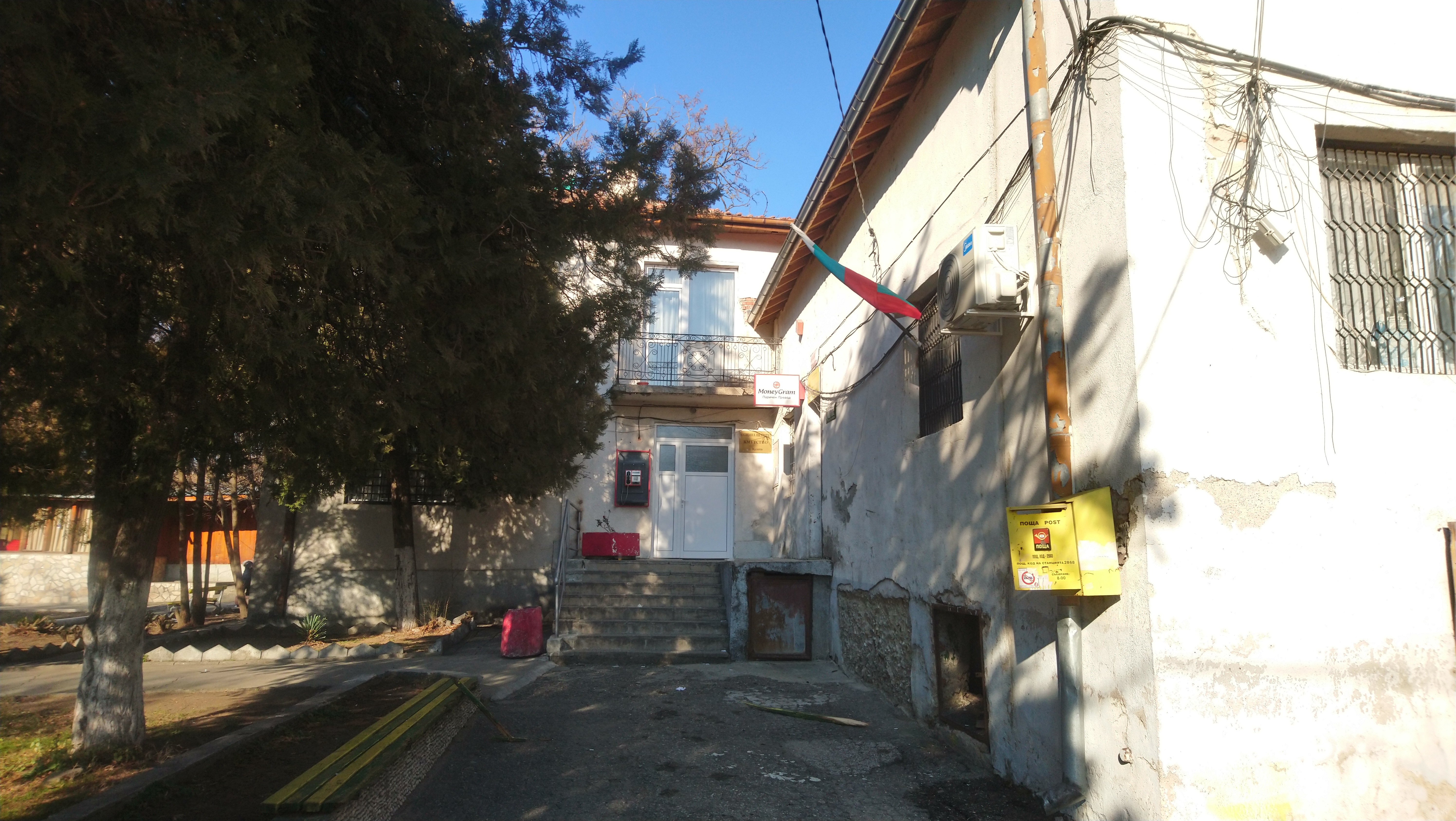
Büro des Bürgermeisters in Kulata

Kulata (bulgarisch Кулата; früher gelegentlich auch Koula) ist ein Dorf im Südwesten Bulgariens, in der Gemeinde Petritsch, Bezirk/Oblast Blagoewgrad. Früher hieß das Dorf nur Kula oder Petritschka Kula (zu deutsch: Kula bei Petritsch), zur Unterscheidung vom nahegelegenen Dorf Kula in Griechenland, Regionalbezirk Serres, das heute jedoch Paleokastro (griech. Παλαιόκαστρο; zu deutsch: alte Festung) heißt. Auch im Nordwesten Bulgariens gibt es eine Stadt mit dem Namen Kula.
Kula heißt auf bulgarisch Turm. Die Endung -ta bei Kulata ist der bestimmte Artikel, Kulata bedeutet also der Turm.

## Geografie
Das Dorf liegt im Talkessel von Sandanski und Petritsch, am linken Ufer des Flusses Struma, der 1,5 km westlich vom Dorf verläuft.
Der Grenzübergang Kulata-Promachonas befindet sich an der südwestlichen Dorfgrenze. Er ist der Hauptgrenzübergang zwischen Bulgarien und Griechenland. Hier passieren die E 79, die Awtomagistrala „Struma“ und die Haupt-Bahnstrecke die Grenze. Die Bahnstrecke Dupniza–Kulata wurde 2001 elektrifiziert. Im Dorf Kulata liegt die Zollstation des Grenzübergangs Kulata. Der Zollstation unterstehen auch die Zollstationen Slatarewo (bulg. Златарево) und das Zollbüro in Petritsch.
Auf der griechischen Seite des Grenzübergangs liegt das Dorf Promachonas (griech. Προμαχώνας, bulg. Драготин/Dragotin), in der Gemeinde Sindiki (griech. Προμαχώνας), Regionalbezirk Serres.

## Geschichte
Im 19. Jahrhundert war Kulata ein kleines bulgarisches Gutsherren-Dorf (Landgut: türk. çiftlik, bulg. чифлик/tschiflik), das zum Gerichtsbezirk/Kaza Sidirokastro gehörte. 
1873 bestand das Dorf aus 20 Haushalten mit 65 Bulgaren. 1900 hatte Kula 110 Einwohner, alle waren christliche Bulgaren.
Nach der Statistik von Dimitar Mischew (bulg. Димитър Мишев Димитров), dem Sekretär des bulgarischen Exarchats, zählte das Dorf 1905 bereits zur Kaza Melnik und die christliche Bevölkerung bestand aus 96 Bulgaren.
Während des griechisch-bulgarischen Grenzkonfliktes 1925, bekannt als Zwischenfall von Petritsch (bulg. Петрички инцидент), wurde das Dorf Kulata von der griechischen Armee besetzt.